# 31è Festival Internacional de Cinema de Moscou
El 31è Festival Internacional de Cinema de Moscou es va celebrar entre el 19 i el 28 de juny de 2009. El Jordi d'Or fou atorgat a la pel·lícula russa Petia po doroge v tsarstvie nebesnoye dirigida per Nikolai Dostal.

## Jurat
- Pavel Lungin (Rússia – President)
- Shyam Benegal (Índia)
- Nick Powell (Regne Unit)
- Sergey Trimbach (Ucraïna)
- Gulnara Dusmatova (Kazakhastan)

## Pel·lícules en competició
Les següents pel·lícules foren seleccionades per la competició:
| Títol original                        | Director(s)                 | País de producció |
| ------------------------------------- | --------------------------- | ----------------- |
| Bibi                                  | Hassan Yektapanah           | Iran              |
| Byūtī Utsukushii-mono                 | Toshio Gotō                 | Japó              |
| Txudo                                 | Aleksandr Proshkin          | Rússia            |
| Cinco días sin Nora                   | Mariana Chenillo            | Mèxic             |
| Come Dio сomanda                      | Gabriele Salvatores         | Itàlia            |
| Happy New Year                        | Christoph Schaub            | Suïssa            |
| Jeo nuk ui game                       | Wee An Choi                 | Corea del Sud     |
| Mała Moskwa                           | Waldemar Krzystek           | Polònia           |
| Mediatori                             | Dito Tsintsadze             | Geòrgia, Alemanya |
| Melodiya dlya sharmanki               | Kira Muratova               | Ucraïna           |
| Mooki bo'era                          | Lina Chaplin, Slava Chaplin | Israel            |
| Palata nomer xest                     | Karen Shakhnazarov          | Rússia            |
| Petia po doroge v tsarstvie nebesnoie | Nikolai Dostal              | Rússia            |
| Raci                                  | Ivan Tstxerkelov            | Bulgària          |
| The Missing Person                    | Noah Buschel                | Estats Units      |
| Tréfa                                 | Péter Gárdos                | Hongria           |

## Premi
- Jordi d'Or: Petia po doroge v tsarstvie nebesnoie, de Nikolai Dostal
- Premio Especial del Jurat: Txudo, de Aleksandr Proshkin
- Jordi de Plata:
  - Millor Director: Mariana Chenillo per Cinco días sin Nora
  - Millor Actor: Vladimir Ilin per Palata nomer xest
  - Millor Actriu: Lena Kostyuk per Melodiya dlya sharmanki
- Jordi de Plata per la Millor Pel·lícula a la Competició Prospectiva: Konpliktis zona, de Vano Burduli
- Premi Especial per la contribució al món del cinema cinema: Rezo Chkheidze
- Premi Stanislavsky: Oleg Jankovskij
- Premi del Jurat dels Crítics Russos a la Millor Pel·lícula en Competició: Come Dio comanda, de Gabriele Salvatores
- Premi del Juaat dels Crítics Rússos per la Millor Pel·lícula en Competició - Menció especial: The Missing Person, de Noah Buschel